# La Combe-de-Lancey
La Combe-de-Lancey est une commune française située dans le département de l'Isère en région Auvergne-Rhône-Alpes.

## Géographie

### Situation et description

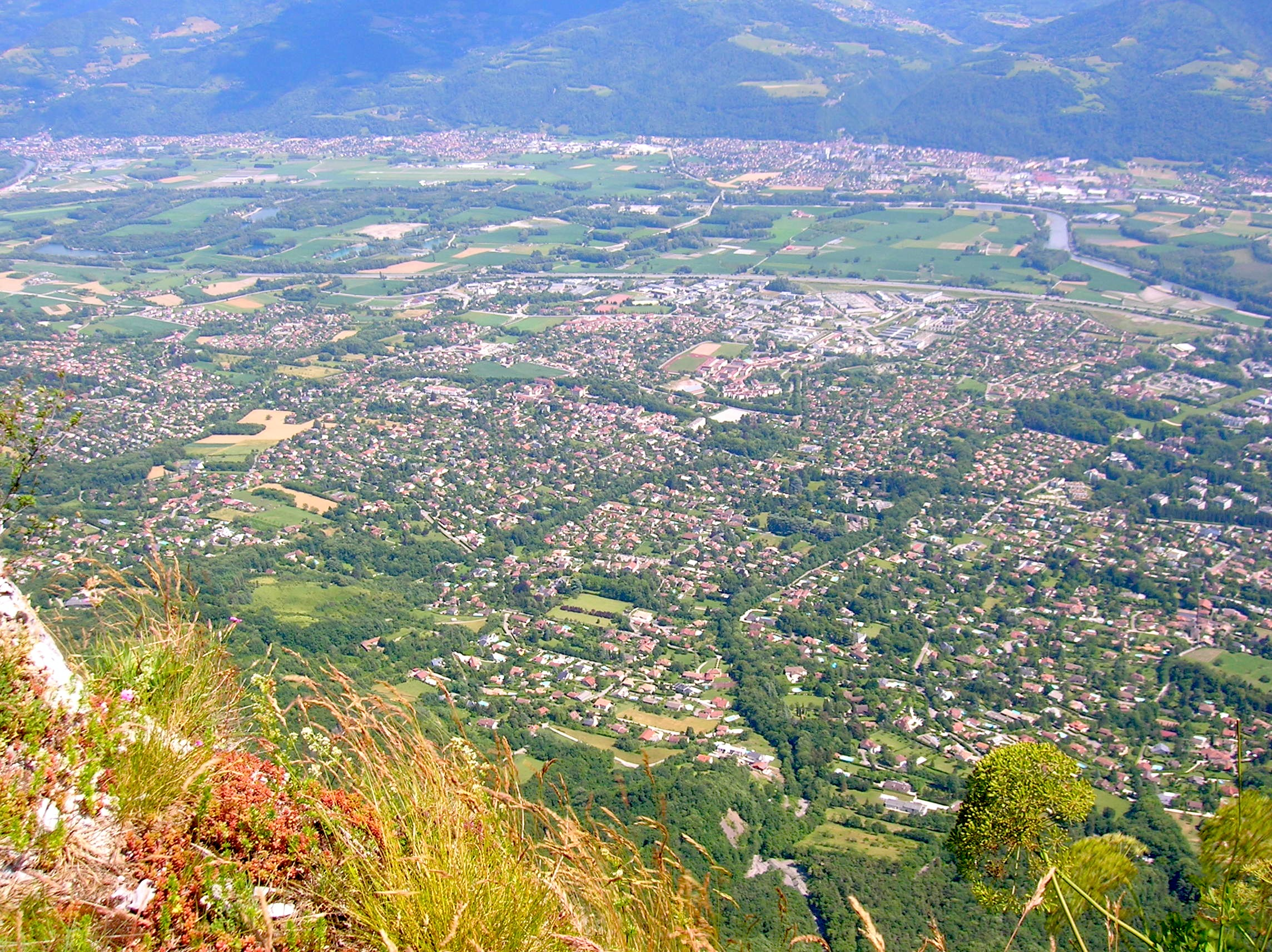
L'agglomération de Grenoble vue du fort de Saint-Eynard. La Combe-de-Lancey se trouve en haut à gauche de l'image.

La commune se situe à 20 km au nord-est de Grenoble et fait partie de l'aire urbaine de celle-ci.

### Climat
Pour des articles plus généraux, voir Climat d'Auvergne-Rhône-Alpes et Climat de l'Isère.
En 2010, le climat de la commune est de type climat de montagne, selon une étude du Centre national de la recherche scientifique s'appuyant sur une série de données couvrant la période 1971-2000. En 2020, Météo-France publie une typologie des climats de la France métropolitaine dans laquelle la commune est exposée à un climat de montagne ou de marges de montagne et est dans la région climatique  Alpes du nord, caractérisée par une pluviométrie annuelle de 1 200 à 1 500 mm, irrégulièrement répartie en été. 
Pour la période 1971-2000, la température annuelle moyenne est de 10 °C, avec une amplitude thermique annuelle de 18,2 °C. Le cumul annuel moyen de précipitations est de 1 302 mm, avec 9,6 jours de précipitations en janvier et 8,1 jours en juillet. Pour la période 1991-2020, la température moyenne annuelle observée sur la station météorologique de Météo-France la plus proche, « Grenoble - Lvd », sur la commune du Versoud à 3 km à vol d'oiseau, est de 12,6 °C et le cumul annuel moyen de précipitations est de 981,1 mm,. Pour l'avenir, les paramètres climatiques de la commune estimés pour 2050 selon différents scénarios d'émission de gaz à effet de serre sont consultables sur un site dédié publié par Météo-France en novembre 2022.

## Urbanisme

### Typologie
Au 1er janvier 2024, La Combe-de-Lancey est catégorisée commune rurale à habitat dispersé, selon la nouvelle grille communale de densité à sept niveaux définie par l'Insee en 2022.
Elle est située hors unité urbaine. Par ailleurs la commune fait partie de l'aire d'attraction de Grenoble, dont elle est une commune de la couronne,. Cette aire, qui regroupe 204 communes, est catégorisée dans les aires de 700 000 habitants ou plus (hors Paris),.

### Occupation des sols
L'occupation des sols de la commune, telle qu'elle ressort de la base de données européenne d’occupation biophysique des sols Corine Land Cover (CLC), est marquée par l'importance des forêts et milieux semi-naturels (86,2 % en 2018), une proportion sensiblement équivalente à celle de 1990 (86,6 %). La répartition détaillée en 2018 est la suivante :
forêts (62,2 %), espaces ouverts, sans ou avec peu de végétation (21,1 %), prairies (10,6 %), zones urbanisées (3,2 %), milieux à végétation arbustive et/ou herbacée (2,9 %). L'évolution de l’occupation des sols de la commune et de ses infrastructures peut être observée sur les différentes représentations cartographiques du territoire : la carte de Cassini (XVIIIe siècle), la carte d'état-major (1820-1866) et les cartes ou photos aériennes de l'IGN pour la période actuelle (1950 à aujourd'hui).

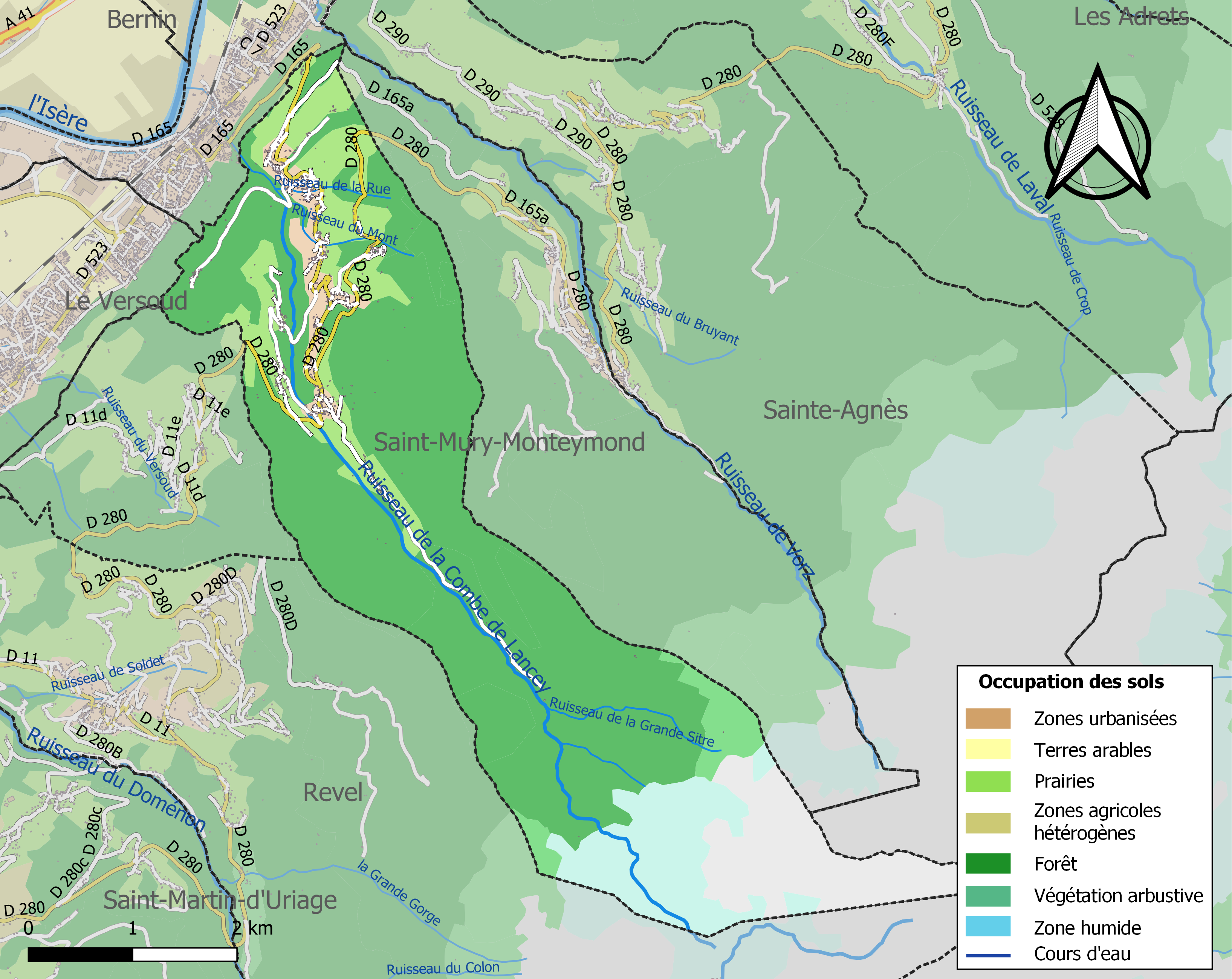
Carte des infrastructures et de l'occupation des sols de la commune en 2018 (CLC).

### Risques naturels et technologiques

#### Risques sismiques
L'ensemble du territoire de la commune de La Combe-de-Lancey est situé en zone de sismicité no 4 (sur une échelle de 1 à 5), comme la plupart des communes de son secteur géographique, mais en limite de la zone no 3.
| Type de zone | Niveau            | Définitions (bâtiment à risque normal) |
| ------------ | ----------------- | -------------------------------------- |
| Zone 4       | Sismicité moyenne | accélération = 1,6 m/s2                |

#### Autres risques
- Risque avalanche et crue torrentielles.

### Lieux-dits et écarts
- Le Mas Julien
- Le Mas Lary
- Le Mas Vannier
- La Chapelle
- Le Mont
- Le Villard

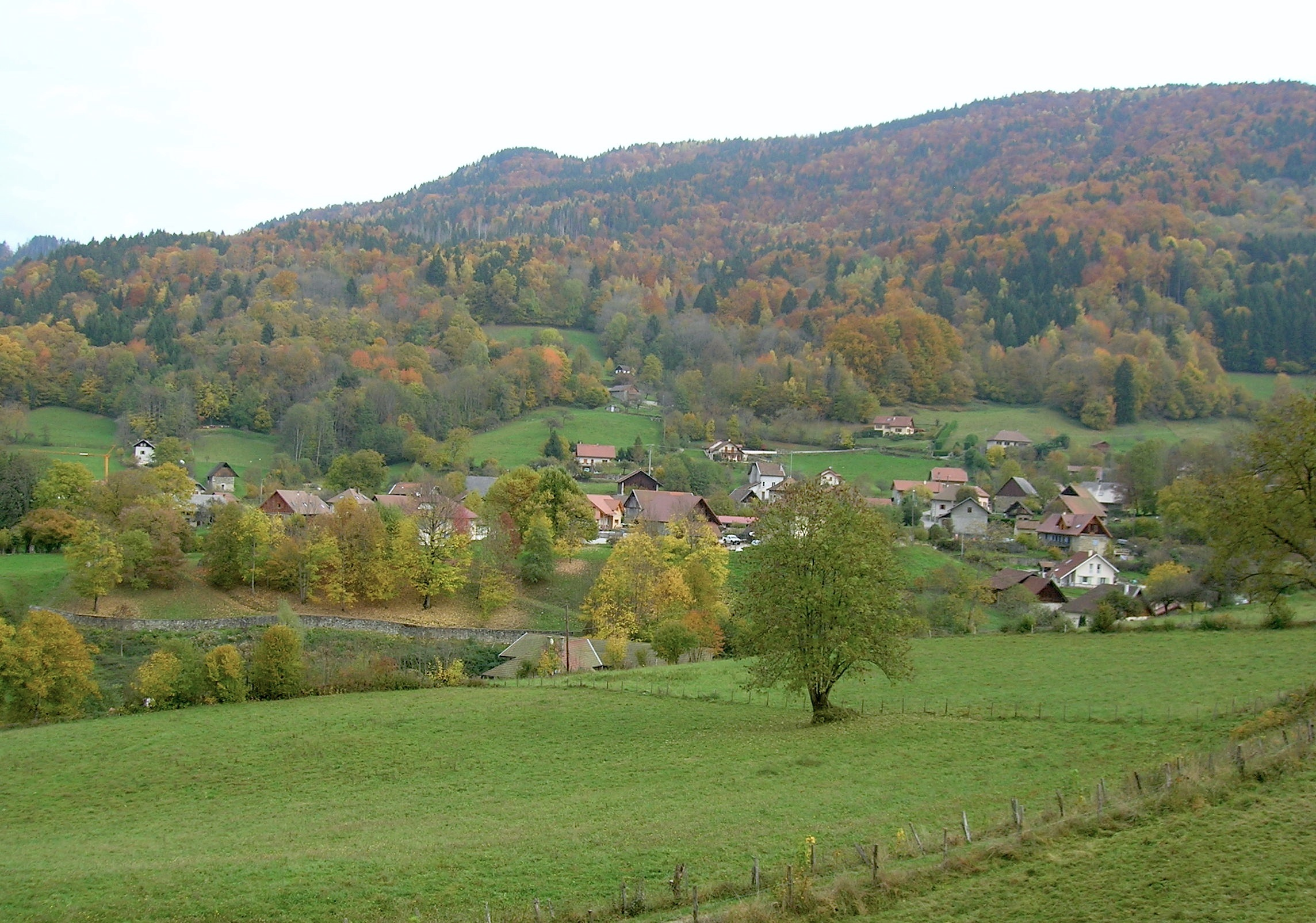
Le Mas Julien.
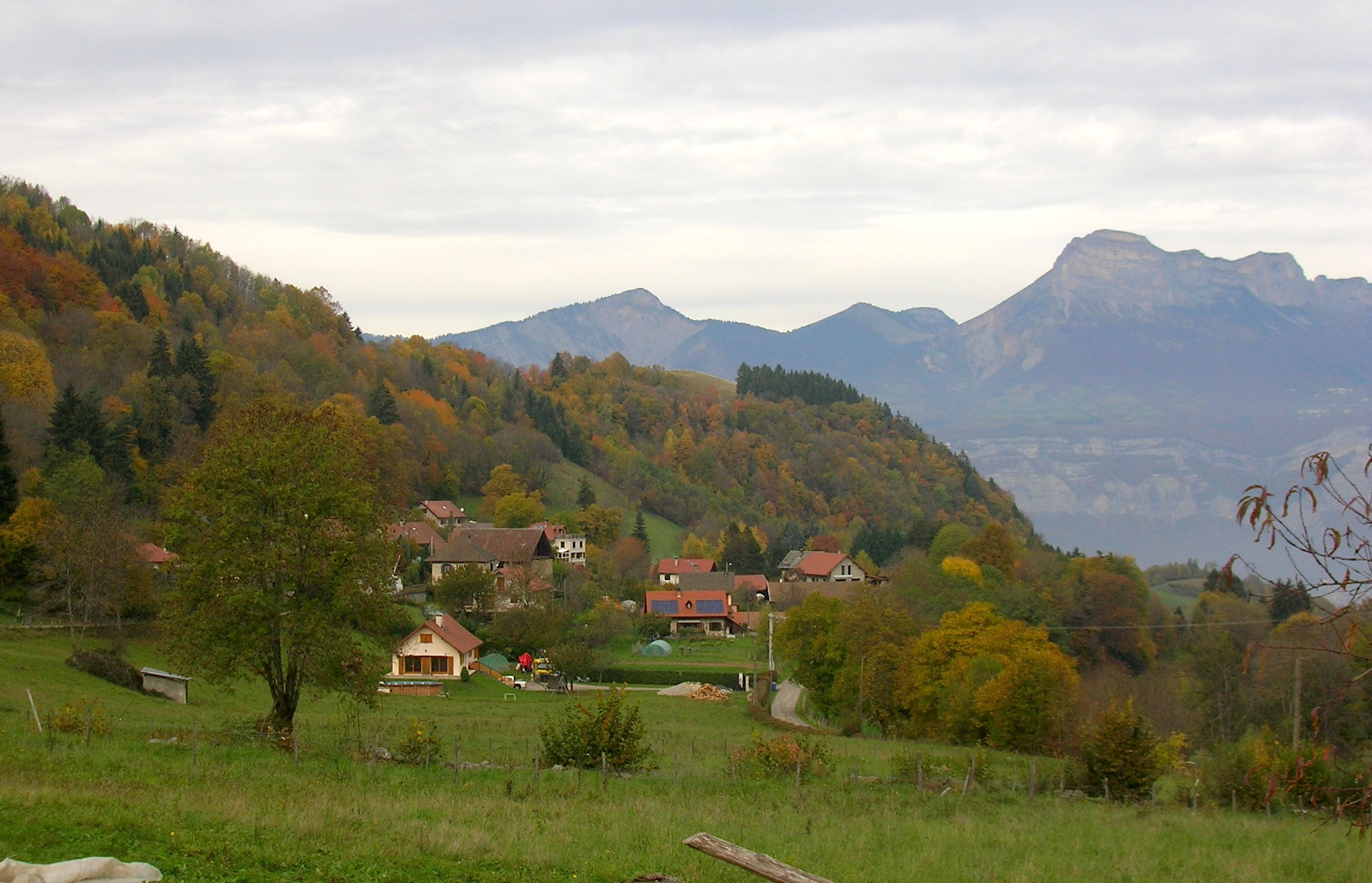
Le Mas Lary.
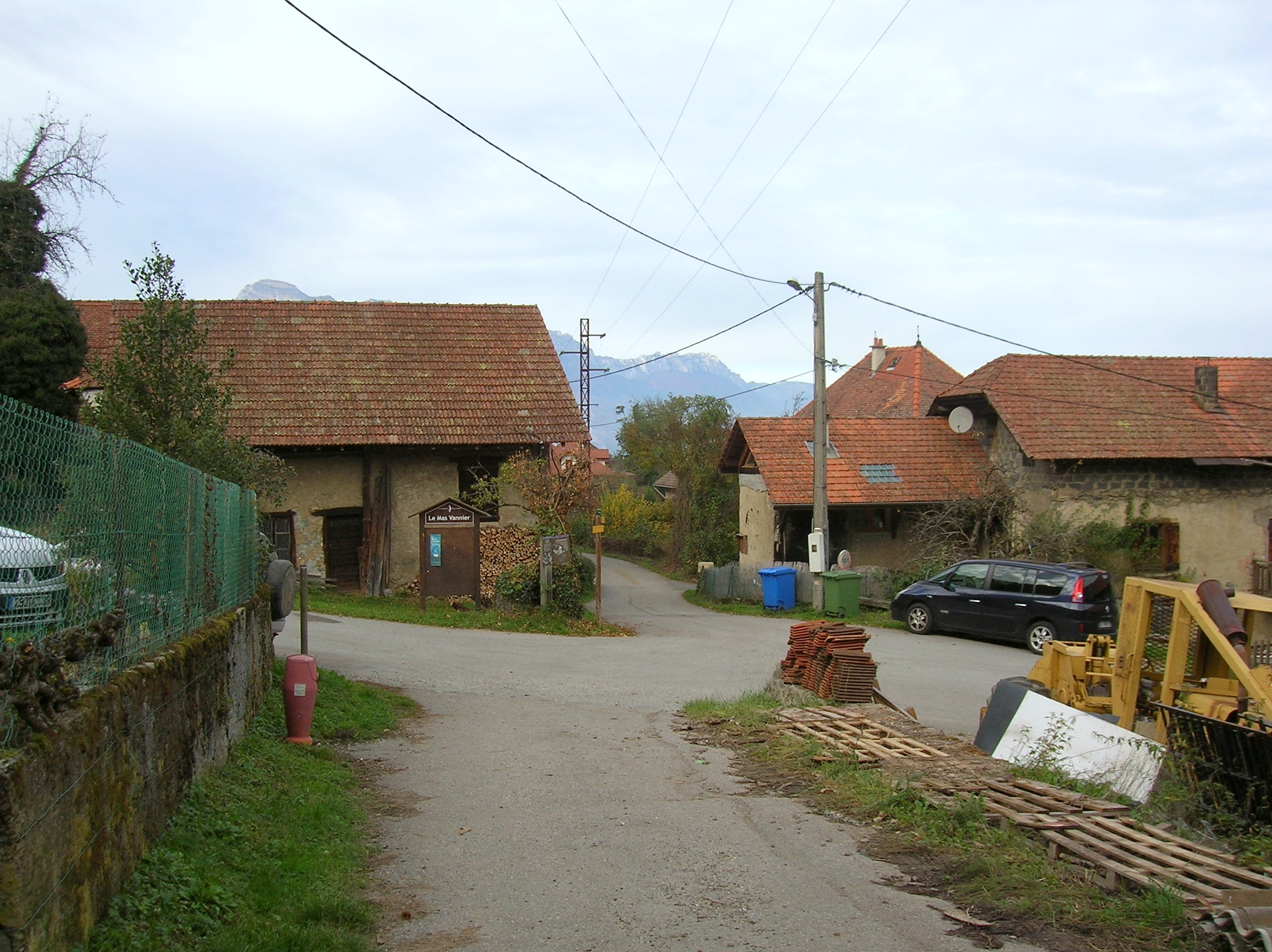
Le Mas Vannier.
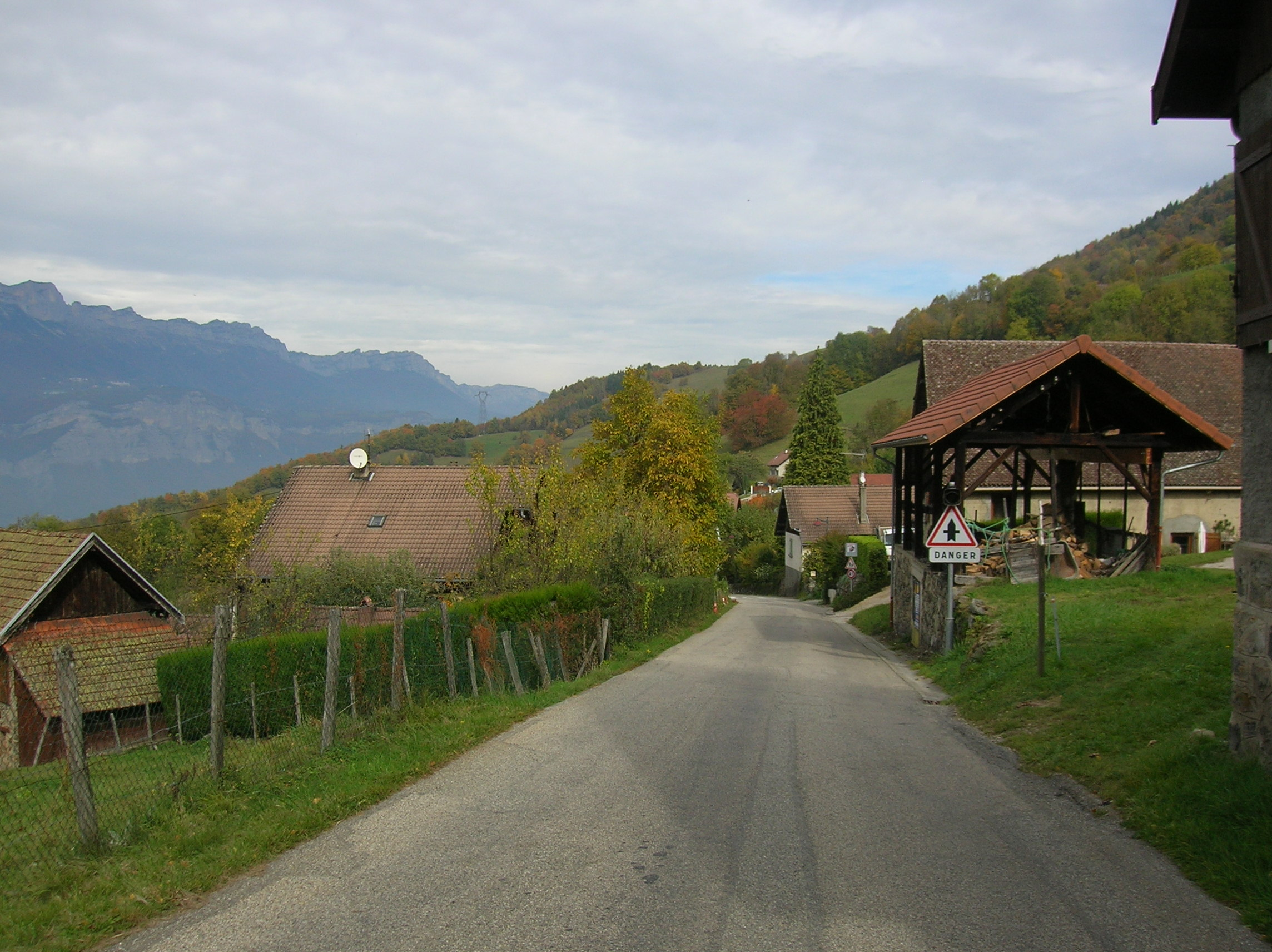
La Chapelle.

## Histoire

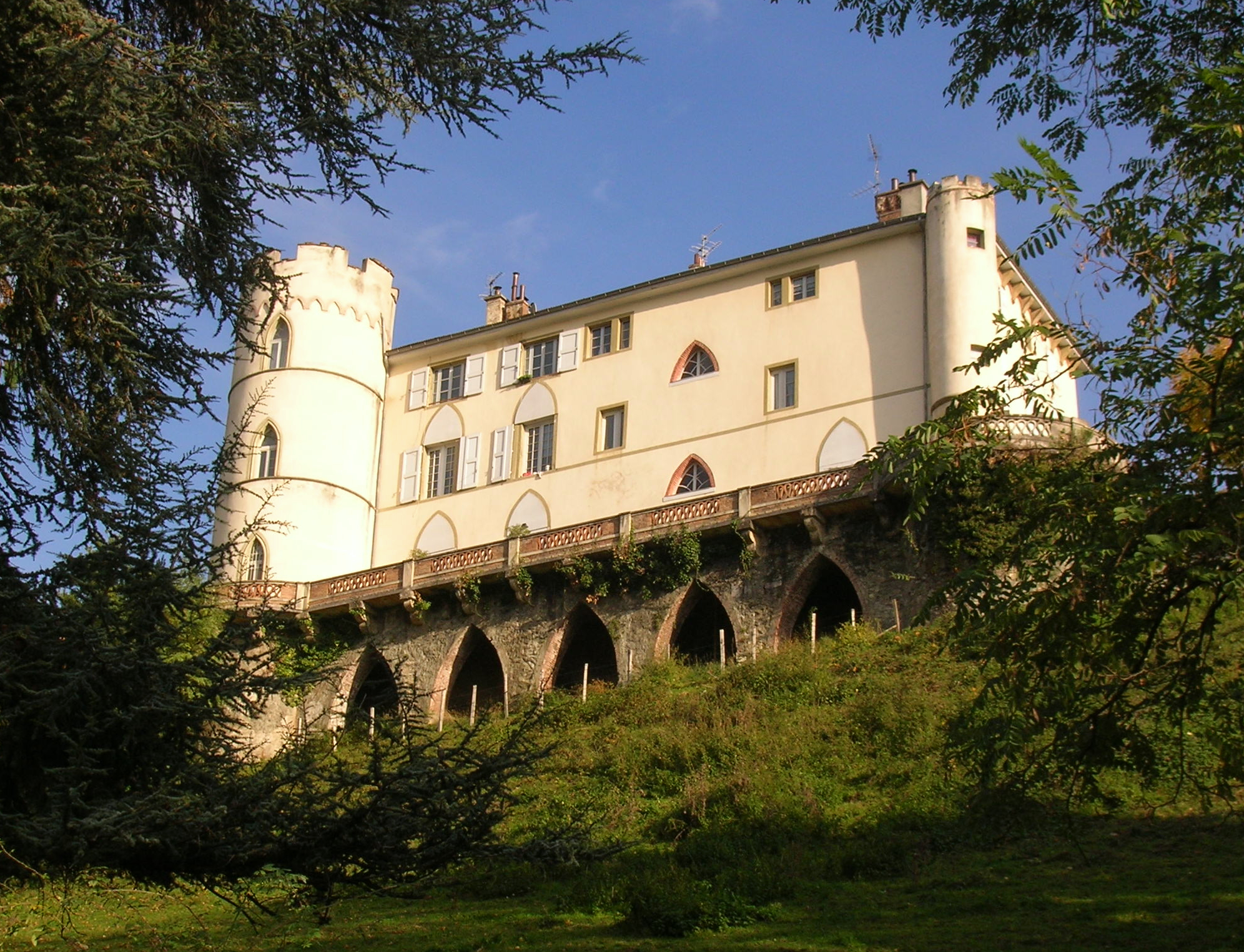
Le château de La Combe.

Au XIIIe siècle, le Château de La Combe fut une possession des Alleman.
La Combe-de-Lancey est le berceau de la « Houille blanche » : au XIXe siècle, l'entrepreneur Aristide Bergès installa un martinet et sa première conduite forcée au Pont du Martinet. Cette expérience lui permit de produire ensuite de l'énergie hydroélectrique, notamment pour son usine de Lancey, ce qui jouera un rôle important dans le développement de l'économie locale.
Paul Perroud a été maire de 1971 à 1989.

## Politique et administration

### Liste des maires

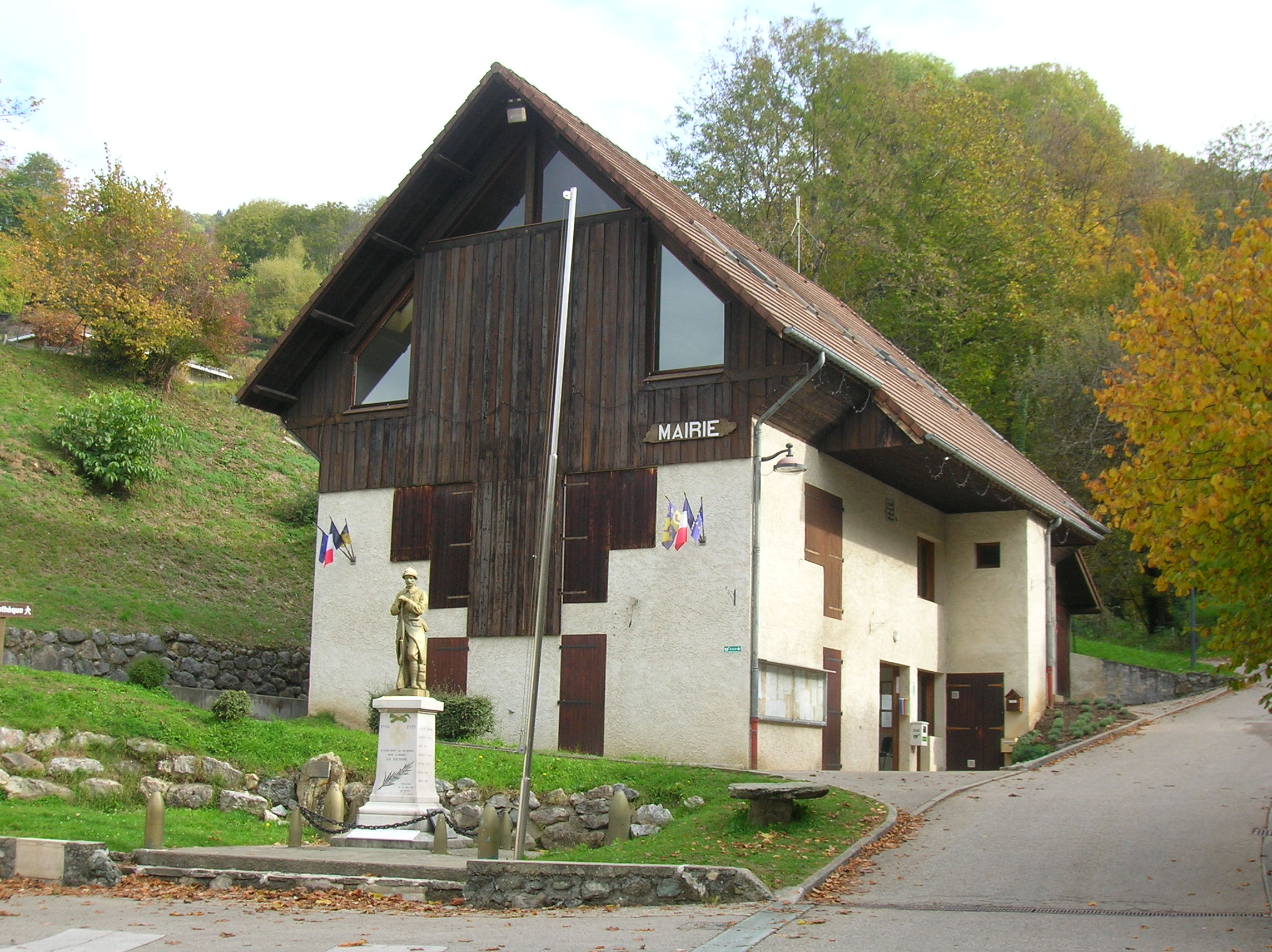
La mairie.

| Période                                  | Période  | Identité              | Étiquette | Qualité                                 |
| ---------------------------------------- | -------- | --------------------- | --------- | --------------------------------------- |
|                                          | 1811     | Matthieu              |           |                                         |
| 1811                                     | 1838     | Fanton                |           |                                         |
| 1842                                     | 1846     | Pierre Murianne       |           |                                         |
| 1846                                     | 1848     | Pierre Magnin         |           |                                         |
| 1848                                     | 1852     | Pierre Murianne       |           |                                         |
| 1852                                     | 1870     | Jean Joseph Boulle    |           | Cultivateur                             |
| 1870                                     | 1882     | Jean Boulle           |           |                                         |
| 1883                                     | 1900     | Célestin Henri Magnin |           | Cultivateur. Fils de Pierre Magnin      |
| 1900                                     |          | Pierre Boulle         |           | Cultivateur. Fils de Jean Joseph Boulle |
| 1946                                     | 1950     | Jules Boulle          |           | Petit-fils de Jules Boulle?             |
| 1971                                     | 1989     | Paul Perroud          |           |                                         |
| 2001                                     | 2008     | Claude Carladous      |           |                                         |
| 2008                                     | 2014     | Patrick Terneaux      |           | retraité                                |
| 2014                                     | En cours | Régine Villarino      | SE        | Retraitée                               |
| Les données manquantes sont à compléter. |          |                       |           |                                         |

## Population et société

### Démographie
L'évolution du nombre d'habitants est connue à travers les recensements de la population effectués dans la commune depuis 1793. Pour les communes de moins de 10 000 habitants, une enquête de recensement portant sur toute la population est réalisée tous les cinq ans, les populations de référence des années intermédiaires étant quant à elles estimées par interpolation ou extrapolation. Pour la commune, le premier recensement exhaustif entrant dans le cadre du nouveau dispositif a été réalisé en 2004.

En 2022, la commune comptait 730 habitants, en évolution de +4,73 % par rapport à 2016 (Isère : +3,07 %, France hors Mayotte : +2,11 %).
| 1793 | 1800 | 1806 | 1821 | 1831 | 1836 | 1841 | 1846 | 1851 |
| ---- | ---- | ---- | ---- | ---- | ---- | ---- | ---- | ---- |
| 500  | 469  | 510  | 434  | 462  | 518  | 611  | 632  | 655  |

| 1856 | 1861 | 1866 | 1872 | 1876 | 1881 | 1886 | 1891 | 1896 |
| ---- | ---- | ---- | ---- | ---- | ---- | ---- | ---- | ---- |
| 554  | 566  | 520  | 497  | 509  | 519  | 537  | 501  | 441  |

| 1901 | 1906 | 1911 | 1921 | 1926 | 1931 | 1936 | 1946 | 1954 |
| ---- | ---- | ---- | ---- | ---- | ---- | ---- | ---- | ---- |
| 440  | 419  | 406  | 422  | 365  | 347  | 341  | 328  | 399  |

| 1962 | 1968 | 1975 | 1982 | 1990 | 1999 | 2004 | 2006 | 2009 |
| ---- | ---- | ---- | ---- | ---- | ---- | ---- | ---- | ---- |
| 358  | 249  | 243  | 350  | 452  | 528  | 611  | 644  | 707  |

| 2014 | 2019 | 2022 | - | - | - | - | - | - |
| ---- | ---- | ---- | - | - | - | - | - | - |
| 699  | 709  | 730  | - | - | - | - | - | - |

### Enseignement
La commune est rattachée à l'académie de Grenoble.

### Médias
Historiquement, le quotidien à grand tirage Le Dauphiné libéré consacre, chaque jour, y compris le dimanche, dans son édition du Grésivaudan, un ou plusieurs articles à l'actualité de la communauté de communes, ainsi que des informations sur les éventuelles manifestations locales, les travaux routiers, et autres événements divers à caractère local.
La commune est située sur l'aire de diffusion de radio Ici Isère, une radio publique qui émet sur tout le territoire du département de l'Isère.
Actuellement le journal Le Furgara sort tous les mois pour les habitants du village.

## Culture locale et patrimoine

### Lieux et monuments
- Le château de la Combe ou château du Boys, du XVIIIe siècle, est un passage obligé lors de la visite de la commune. Il y séjourna Hector Berlioz à plusieurs reprises, l'évêque d'Orléans et Félix Dupanloup, entre autres. Au même lieu, au XIIIe siècle on trouve une dépendance pour la chasse de la famille Alleman. Sur la carte de Cassini du XVIIe siècle on trouve l'appellation château de Montalban, du nom de la famille de la Tour-du-Pin qui en était propriétaire. Au XIXe siècle Albert du Boys commande un renouvellement important en style néo-gothique, "assez malheureux" selon Eric Tasset[23].
- Le Christ en croix du Mas Lary est lié aux superstitions locales, il est appelé aussi le Christ qui donne mal au ventre. Il s'agit d'une sculpture d'époque mérovingien ou gallo-romaine, située au début de La Poya.
- L'église de la Nativité-de-Notre-Dame de La Combe-de-Lancey, du XIXe siècle[23], de « style Berruyer ».

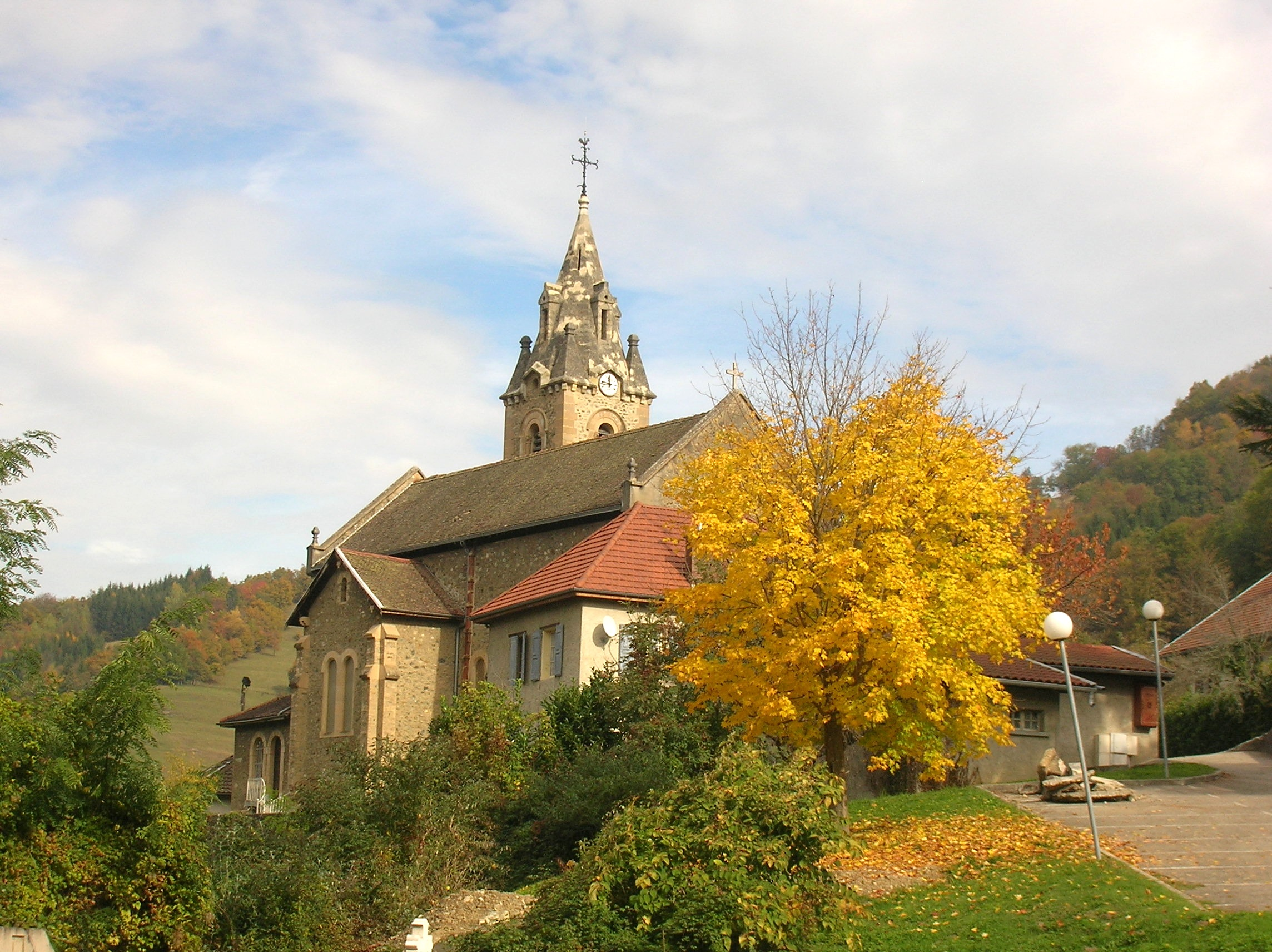
L'église à La Chapelle.
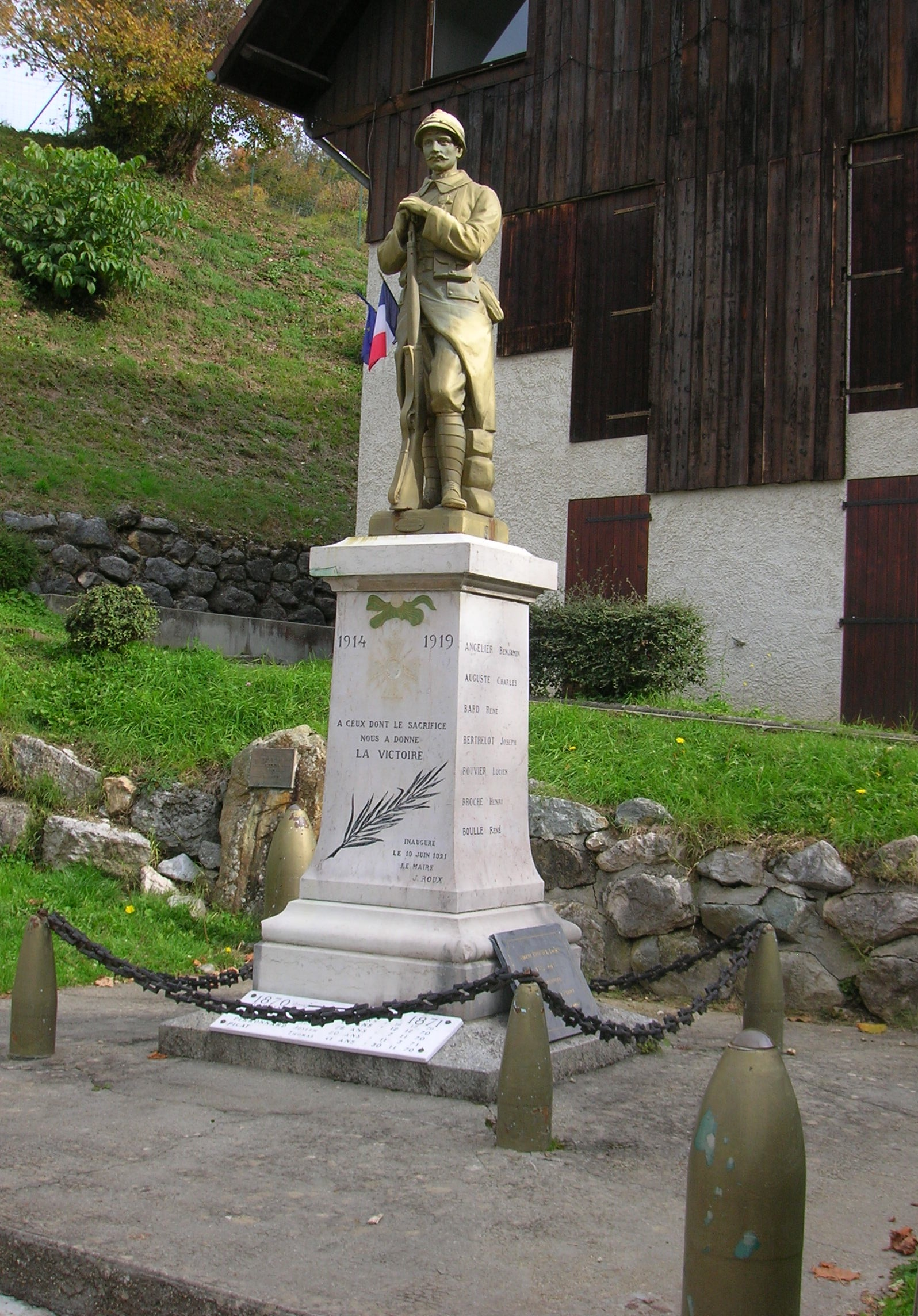
Le monument aux morts à La Chapelle.
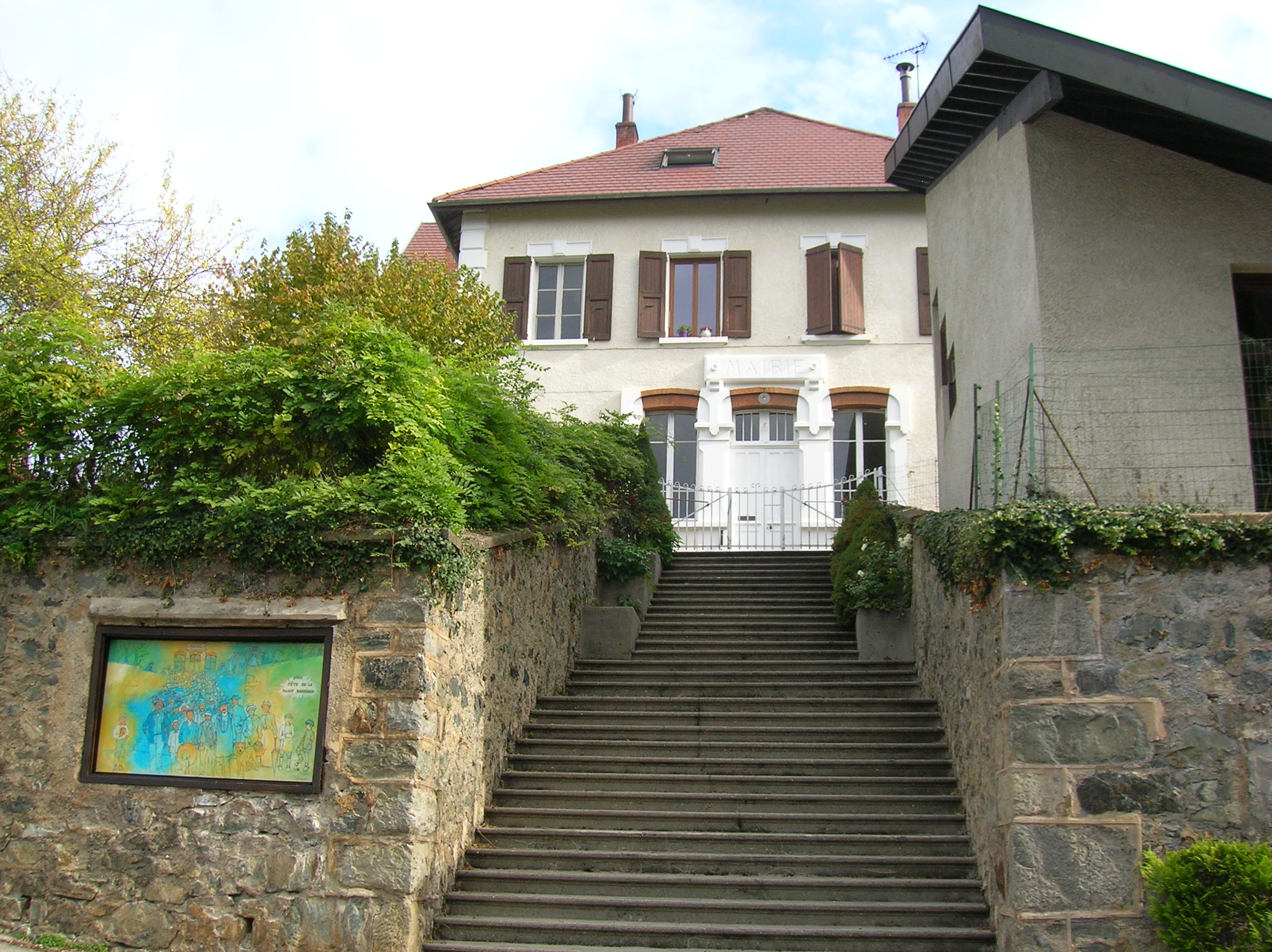
L'ancienne mairie.
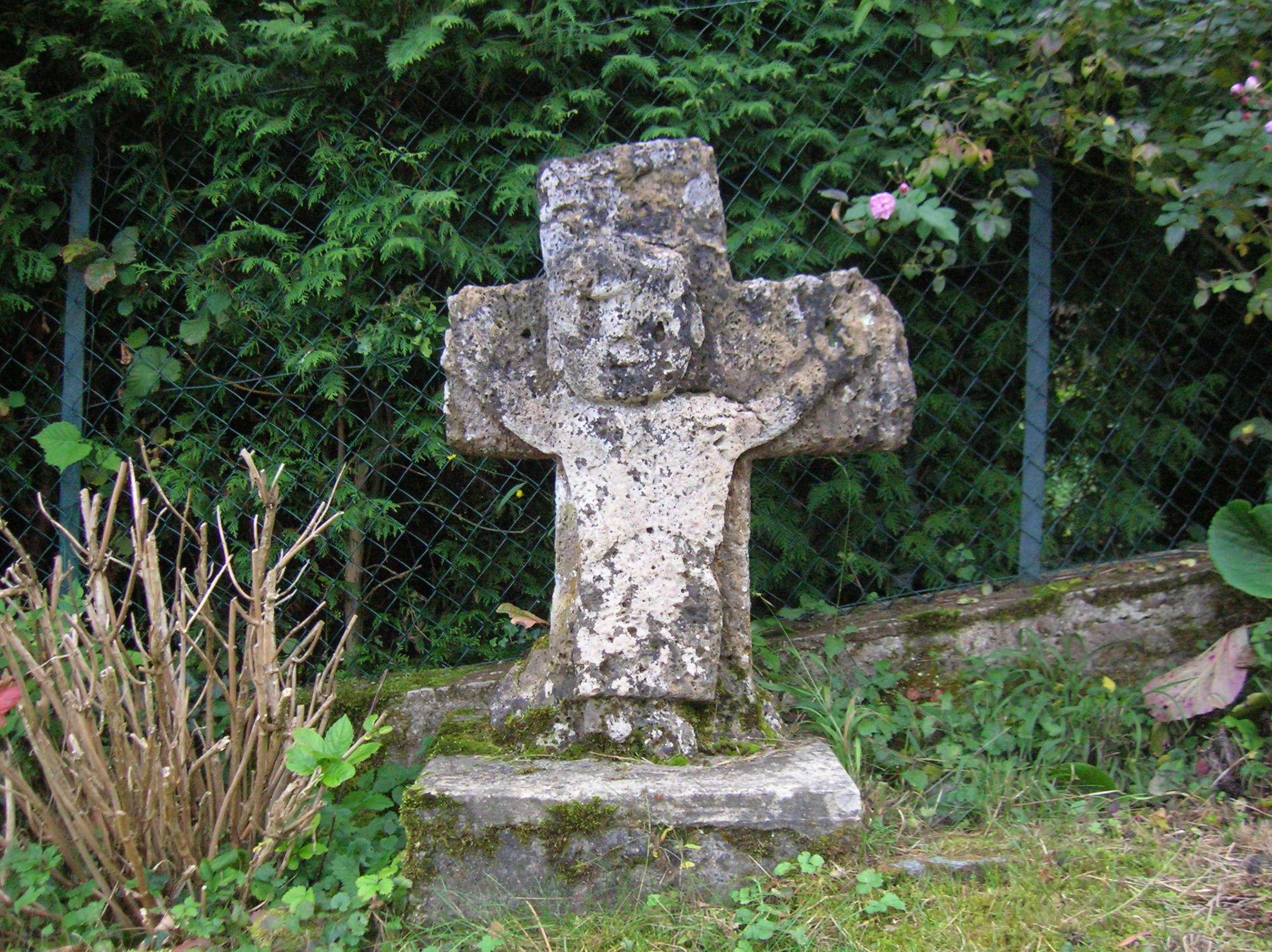
Le Christ en croix au Mas Lary.
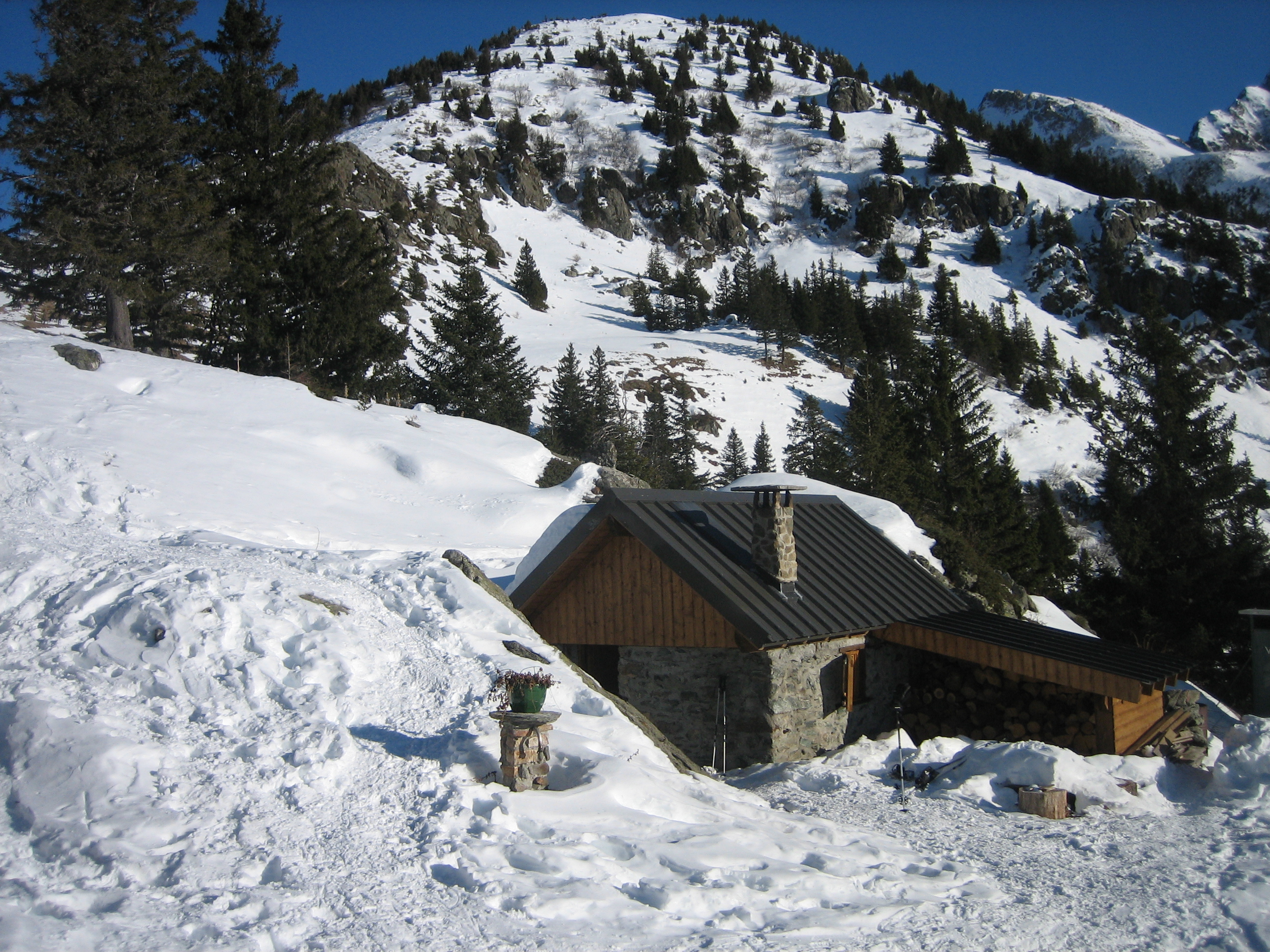
Le refuge du Pré-Molard.

### Patrimoine culturel
- La bibliothèque, à La Chapelle.
- Musée rural d'arts et traditions populaires « La Combà autrafé »[24], dans les annexes du château de la Combe, le long de la route D165.

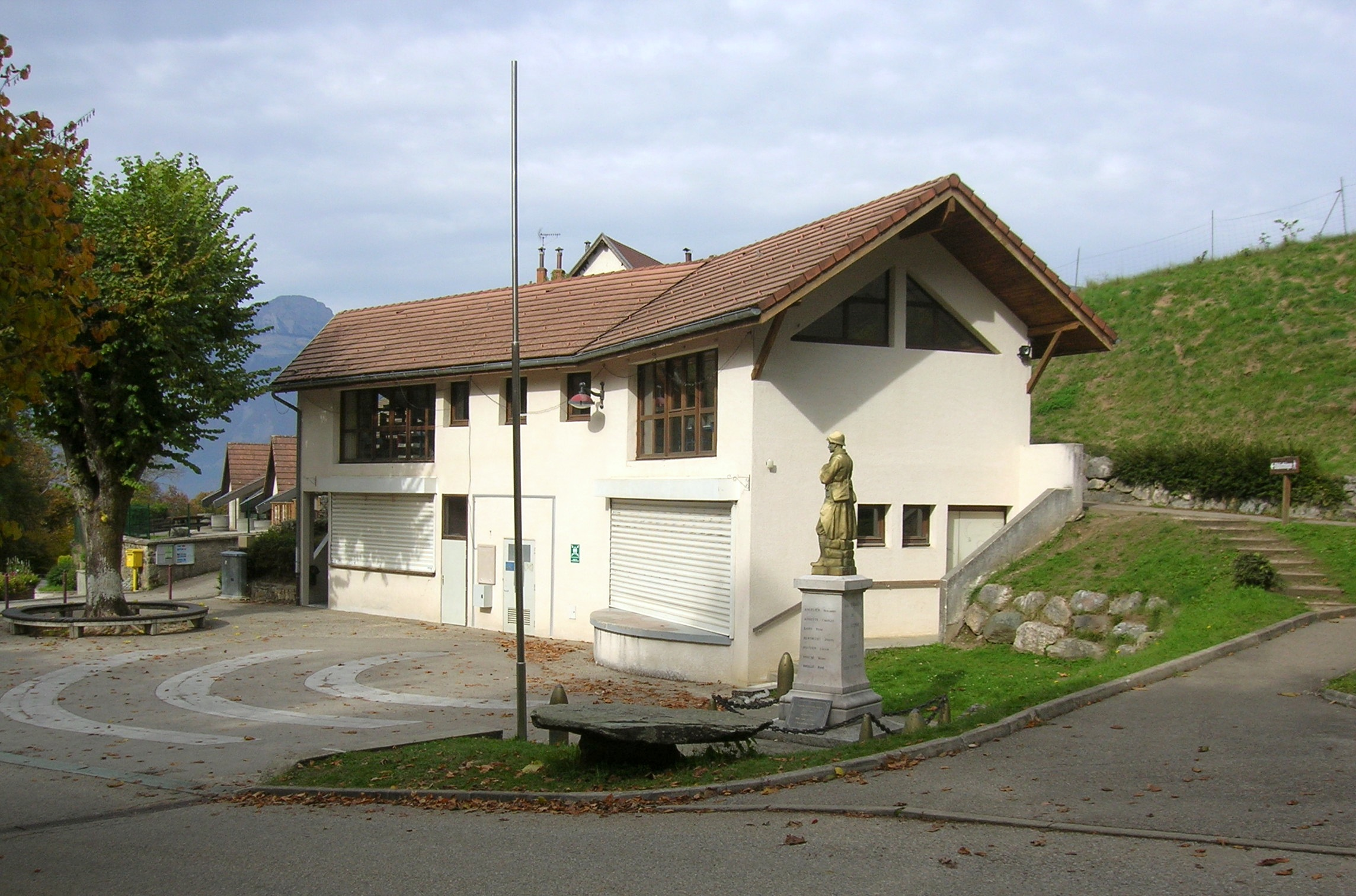
La bibliothèque à La Chapelle.

### Personnalités liées à la commune
- Monseigneur Dupanloup y mourut en 1878.
- Gaspard-Marie Duboys ancien maire, Chevalier de la Légion d’Honneur et propriétaire du château, fut Conseiller au Parlement de Grenoble et président de la Cour Royale
- Aristide Bergès (1833-1904).
- Stanisław Vincenz, écrivain
- Herve Casset, Tennisman éprouvé sur terre battue et vainqueur du tournoi des 40 balais

### Héraldique
|  | La Combe-de-Lancey possède des armoiries dont l'origine et le blasonnement exact ne sont pas disponibles. |